# Schacht Konrad

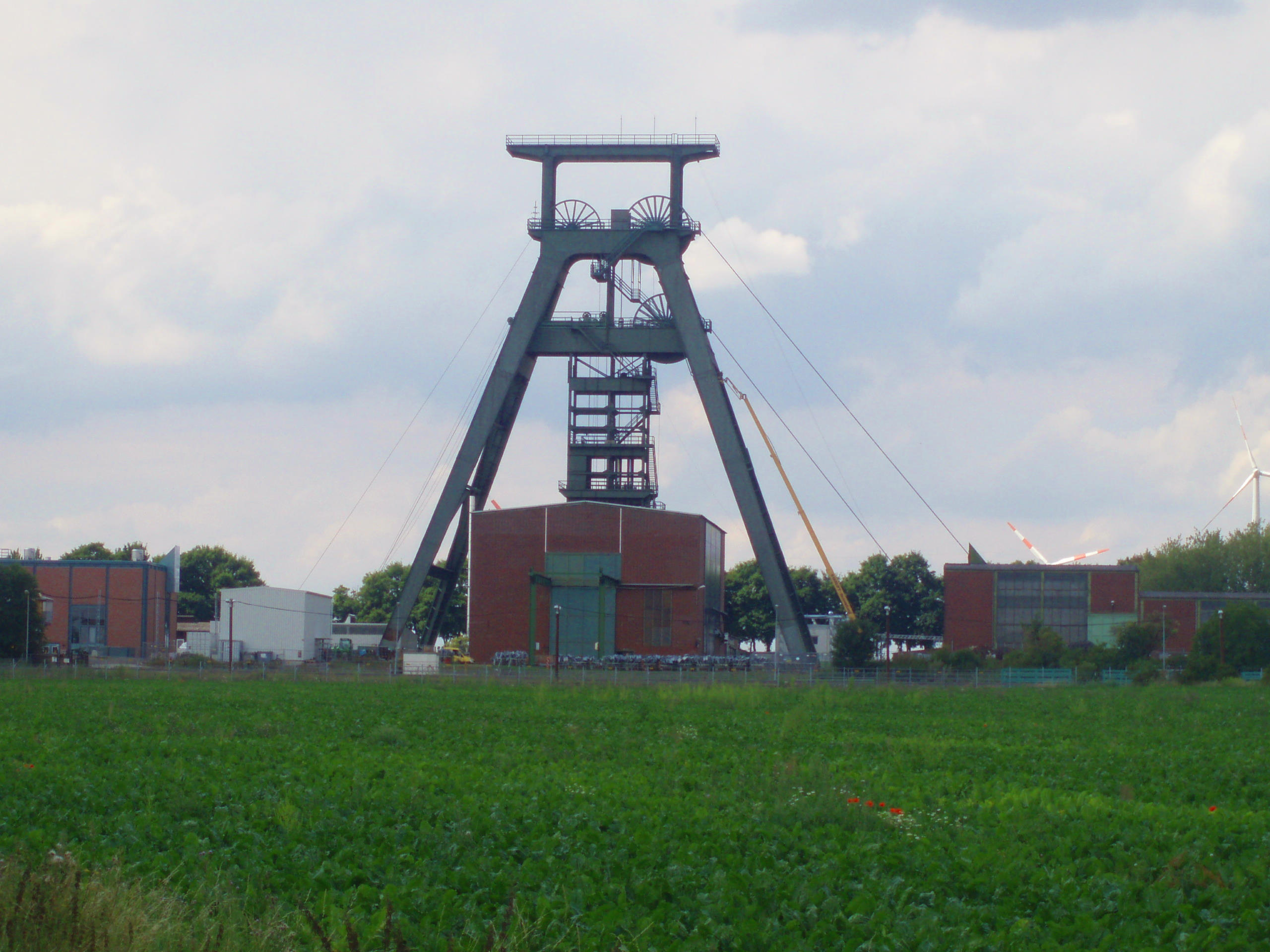
Fördergerüst Schacht Konrad 1

Die Schachtanlage Konrad ist ein stillgelegtes Eisenerz-Bergwerk im Stadtgebiet Salzgitter zwischen den Stadtteilen Bleckenstedt und Sauingen östlich der A 39, etwa acht Kilometer von Braunschweig entfernt. Es ist nach Konrad Ende, dem früheren Aufsichtsratsvorsitzenden der Salzgitter AG, benannt. Das Bergwerk wird zum Endlager für schwach- und mittelradioaktive Abfälle mit vernachlässigbarer Wärmeentwicklung von maximal 5 × 1018 Becquerel (5 Trillionen zerfallene Atomkerne pro Sekunde) an Beta- und Gammastrahlern und 1,5 × 1017 Becquerel (150 Billiarden zerfallene Atomkerne pro Sekunde) an Alphastrahlern umgebaut. Rund 90 Prozent des Volumens der in Deutschland anfallenden radioaktiven Abfälle gehören in diese Kategorie, sie beinhalten aber nur etwa 1 Prozent der gesamten Radioaktivität allen Abfalls. Das Fördergerüst des Schachtes Konrad 1 ist von der A 39 und von der Industriestraße Nord aus gut zu erkennen. Es stellt eine Landmarke dar und steht unter Denkmalschutz. Der Schacht Konrad 2 befindet sich auf dem Gelände der Salzgitter Flachstahl GmbH.

## Vorgeschichte

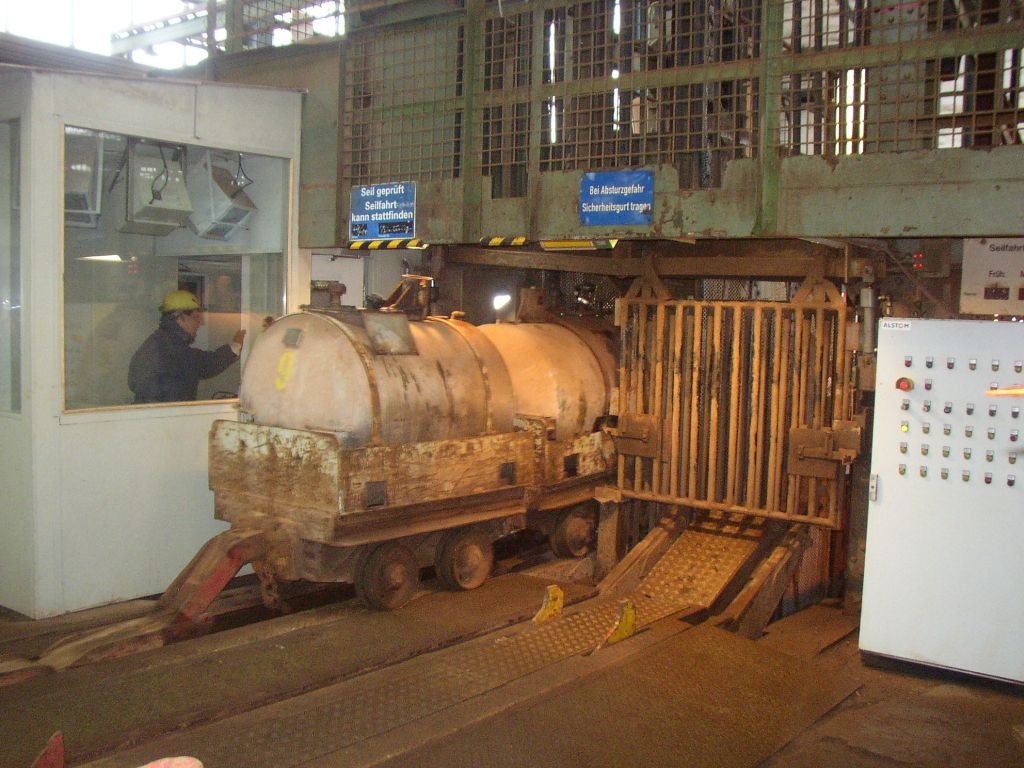
Rasenhängebank des Schachts Konrad beim Verladen von Kesselwagen

Die Eisenerzvorkommen waren seit dem 19. Jahrhundert Grundlage der Industrialisierung im Raum Salzgitter. Das erste Salzgitteraner Erz wurde im Jahr 1867 gefördert. Die Schachtanlage Konrad ist das jüngste der ehemaligen Eisenerzbergwerke in dieser Region. Das Erz wurde durch zwei Schächte erschlossen, von denen Schacht Konrad 1 rund 1232 Meter und Schacht Konrad 2 rund 999 Meter tief war. Der Produktionsbetrieb dauerte von 1961 bis 1976. In dieser Zeit wurden insgesamt 6,7 Millionen Tonnen Eisenerz gefördert.

## Genehmigungsverfahren zum Endlager
Die Schachtanlage Konrad ist nach dem Ende der Erzförderung in einem atomrechtlichen Verfahren mit Öffentlichkeitsbeteiligung zum Endlager für atomaren Abfall bestimmt worden. Die Schachtanlage Konrad gilt für ein Eisenerzbergwerk als außergewöhnlich trocken, obwohl ein Wasserzutritt von 16.300 Litern täglich bekannt ist. Da dies ein wichtiges Eignungskriterium für ein Endlager für radioaktive Abfälle darstellt, wurde 1975 mit entsprechenden Untersuchungen zur Möglichkeit einer Endlagerung begonnen. Nachdem diese positiv ausgefallen waren, stellte die Physikalisch-Technische Bundesanstalt (PTB) als die damals für die Endlagerung zuständige Bundesbehörde am 31. August 1982 einen Antrag auf Einleitung eines Planfeststellungsverfahrens. Da die bisher erstellten Unterlagen als unzureichend für das Planfeststellungsverfahren angesehen wurden, wurde zeitgleich ein erweitertes Standorterkundungsprogramm zum Langzeitsicherheitsnachweis für die Schachtanlage und zur Ergänzung der bisherigen Plandaten gestartet.
Fast 290.000 Einwendungen gingen vom 16. Mai bis 15. Juli 1991 gegen den Ausbau der ehemaligen Eisenerzgrube „Schacht Konrad“ zu einem Endlager für schwach- und mittelradioaktive Abfälle in einem der größten Verwaltungsverfahren in der Geschichte der Bundesrepublik ein.
Der Erörterungstermin fand zwischen September 1992 und März 1993 an 75 Verhandlungstagen statt und war der längste in der Geschichte der Bundesrepublik. Beteiligte waren die Gesellschaft zum Bau und Betrieb von Endlagern, der Antragsteller (Bundesamt für Strahlenschutz) sowie die Genehmigungsbehörde (Niedersächsisches Umweltministerium). Diese erstellte danach einen Katalog von rund 400 Sach- und 100 Rechtsfragen, die offen geblieben waren. Nach fast 20-jährigem Verfahren wurde am 22. Mai 2002 die Genehmigung (Planfeststellungsbeschluss) erteilt. Sie beinhaltet die Einlagerung von maximal 303.000 m³ „radioaktiver Abfälle mit vernachlässigbarer Wärmeentwicklung“. Gegen den Bescheid wurden beim Oberverwaltungsgericht Lüneburg mehrere Klagen eingereicht. Wesentliche Klagepunkte waren die bezweifelte Langzeitsicherheit, befürchtete Störfälle, Gefahren durch die Transporte radioaktiver Abfälle und radioaktive Kontamination im Normalbetrieb sowie die Planungshoheit der Kommunen. Die mündliche Verhandlung fand vom 28. Februar 2006 bis 2. März 2006 beim Oberverwaltungsgericht Lüneburg statt. Das am 8. März 2006 gefällte Urteil wies die Klagen ab und ließ die Revision nicht zu. Wegen der grundsätzlichen Bedeutung des Urteils strebten einzelne Kläger dennoch eine Revision beim Bundesverwaltungsgericht (per Nichtzulassungsbeschwerde) an, die aber mit Urteil vom 26. März 2007 (öffentliche Bekanntmachung: 3. April 2007) nicht angenommen wurde. Damit wurde die Entscheidung für Schacht Konrad letztinstanzlich bestätigt.
Geplant war die Endlagerung des stillgelegten Reaktors des Versuchskernkraftwerkes AVR Jülich im Endlager Schacht Konrad. Da sich herausgestellt hat, dass er aufgrund zu hohen 14C-Inventars der Reaktoreinbauten dafür nicht geeignet ist, wird derzeit vom Forschungszentrum Jülich mit Unterstützung des Bundesministeriums für Bildung und Forschung im Rahmen des Projekts CarboDISP geprüft, ob der genehmigte Grenzwert für 14C in Schacht Konrad (400 TBq) angehoben werden kann.
Die Absicht, den aus der havarierenden Asse-II herauszuholenden Atommüll nach Schacht Konrad zu verbringen, wurde mittlerweile aufgegeben.
Seit 2021 prüfte das niedersächsische Umweltministerium eine Rücknahme des Planfeststellungsbeschlusses. Ende 2023 wurde gegen die Rücknahme entschieden.
Mitte April 2025 wurden jedoch dem BR und NDR vertrauliche Dokumente seitens ehemaliger Beteiligter (Physiker Bruno Thomauske sowie Berater des Bundesumweltministeriums) bekannt, die eine weitere jahrelange Verzögerung befürchten lassen. Die 2002 erteilte Genehmigung des Planfeststellungsbeschlusses ging mit einer „gehobenen wasserrechtlichen Erlaubnis“ einher, die vom Land Niedersachsen ausgestellt war. Dabei war jedoch eine „eigene“ Berechnungsgrundlage von Grenzwerten angewandt worden, die heutigen Vorschriften nicht mehr genügt und einer wesentlichen Veränderung bedarf, welche ein neues langwieriges Genehmigungsverfahren beim Niedersächsischen Umweltministerium nötig macht. Dieses wurde bisher von der Bundesgesellschaft für Endlagerung nicht angestrengt.

## Endlagerbergwerk

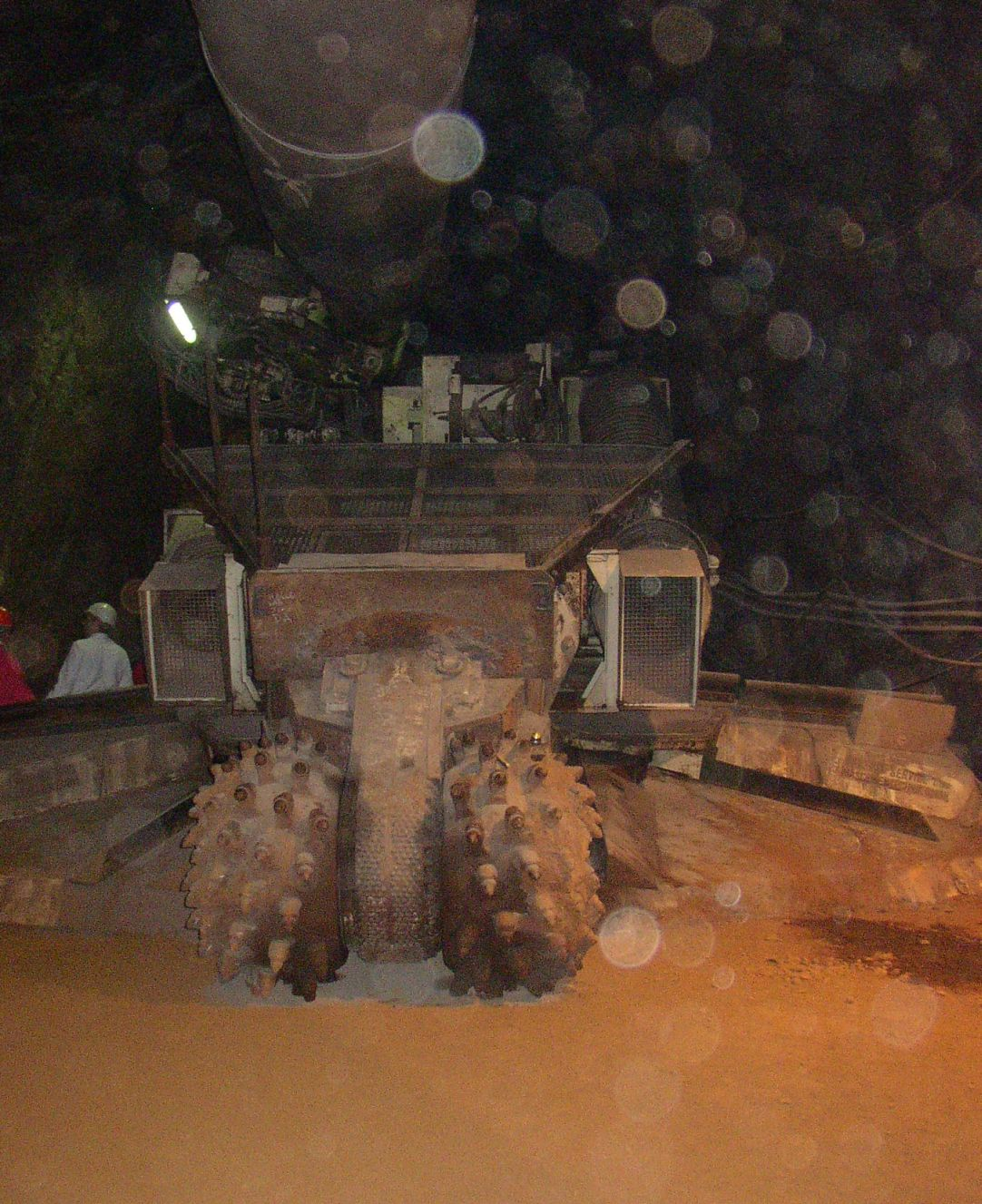
Einlagerungskammer für die Endlagerung von schwach- und mittelradioaktivem Abfall. Die Teilschnittmaschine fräst die neuen Kammern und schafft gleichzeitig den Abraum nach hinten.

Nach letztinstanzlicher Bestätigung der Entscheidung 2007 für den Betrieb eines Endlagers in Schacht Konrad wurde mit der Errichtung der technischen Anlagen für die Endlagerung und die Einlagerungskammern begonnen. Die Umrüstarbeiten werden mehrere Jahre in Anspruch nehmen, Einlagerungsbeginn war im Jahr 2008 zunächst für Ende 2013 vorgesehen. Nach derzeitigem Stand wird von einer Fertigstellung und Inbetriebnahme im Jahr 2027 ausgegangen. Der Abschlussbericht der Kommission Lagerung hoch radioaktiver Abfallstoffe nannte das Datum „möglichst ab Anfang des nächsten Jahrzehnts“; zugleich wird im Abschlussbericht das Nationale Entsorgungsprogramm zitiert, welches darlege, dass auch dieser Termin noch mit Unsicherheiten behaftet sei.
Mehrere Einlagerungskammern bilden ein Einlagerungsfeld. Theoretisch können bis zu neun Einlagerungsfelder aufgefahren werden, die von den sechs bestehenden Hauptsohlen in 800, 850, 1000, 1100, 1200 und 1300 Metern Tiefe erschlossen werden. Da im Planfeststellungsverfahren die Gesamtmenge des einzulagernden Atommülls auf maximal 303.000 m³ festgelegt wurde, wird nur eines dieser Einlagerungsfelder geschaffen. Die Einlagerungskammern werden mit einem Querschnitt von etwa 40 m² bei einer Sohlenbreite von etwa 7 Metern und einer Höhe von etwa 6 Metern erstellt. Ihre Länge soll – je nach geologischen und bergtechnischen Gegebenheiten – zwischen 100 und 1000 Meter betragen. Nach der Einlagerung der Container werden die Kammern abschnittsweise mit einer Mischung von beim Vortrieb gewonnenen Gesteinsmaterial und Zement vergossen, um den Atommüll dort dauerhaft zu lagern.
Die Kosten für die Umwandlung vom Eisenerzbergwerk zu einem Endlager für Atommüll belaufen sich laut Bundesamt für Strahlenschutz auf etwa 2,2 Mrd. Euro. In den 1980er und 1990er Jahren ging man noch von 900 Mio. Euro aus. Doch schon bis Ende 2007 fielen 930 Mio. Euro für Erkundungs- und Planungsarbeiten an. Die Kosten für die Errichtung des Endlagers stellt das Bundesamt für Strahlenschutz den Abfallverursachern in Rechnung.
Im März 2013 gab die DBE bekannt, dass sich die Inbetriebnahme des Endlagers aufgrund zusätzlicher Sanierungsaufwände bis 2021 verzögern könnte. Der Sprecher Florian Emrich vom Bundesamt für Strahlenschutz (BfS) in Salzgitter sagte im Oktober 2014, die Einrichtung des Lagers werde insgesamt mindestens 2,9 Milliarden Euro kosten. Einen konkreten Eröffnungstermin könne er indes noch nicht nennen. Der zuletzt geplante Termin 2022 sei ungewiss. Im Vordergrund stehe zunächst die Sicherheit und dann erst der Zeitpunkt, zu dem die ersten Abfälle angeliefert werden könnten. Die Bundesgesellschaft für Endlagerung (BGE), seit April 2017 Betreiberin des Endlagers, teilte auf ihrer Internetseite 2024 mit, dass zu Beginn der 2030er Jahre die Einlagerung von bis zu 303.000 Kubikmetern schwach- und mittelradioaktiver Abfälle beginnen soll  – und damit fünf Jahrzehnte nach Projektbeginn und 28 Jahre nach Erteilung des Planfeststellungsbeschlusses.
Das Bundesministerium für Umwelt, Naturschutz und nukleare Sicherheit (BMU) rechnete im Februar 2019 mit Gesamtkosten zur Errichtung des Endlagers Konrad von circa 4,2 Milliarden Euro, von denen ein Drittel der Steuerzahler, zwei Drittel die privaten Abfallverursacher zahlen sollen. Im November 2023 gab die BGE bekannt, dass bis Ende 2022 bereits 2,83 Milliarden Euro Kosten angefallen seien, bis zum Abschluss der Errichtung würden weitere 2,64 Milliarden Euro – somit fast 5,5 Milliarden Euro insgesamt – erwartet. In dem Betrag sind nicht die Erkundungs- und Planungskosten von 930 Millionen Euro enthalten, die von 1977 bis 2007 angefallen waren.

## Veranstaltungen
Im Rahmen der Festlichen Tage Neuer Musik 2010 des Staatstheaters Braunschweig wurde am 29. Mai 2010 das Konzert GLANZ mit den Stücken PARADIES, GLANZ und NEBADON aus dem Zyklus KLANG von Karlheinz Stockhausen aufgeführt. Ursprünglich sollte die Veranstaltung in der Transformator-Halle stattfinden, wurde dann jedoch noch am Veranstaltungstag nach draußen in unmittelbare Nähe des Förderturms von Schacht Konrad 1 verlegt. Grund dafür waren zu laute Restgeräusche nach Abschaltung der meisten Geräte in der Transformator-Halle. Organisiert wurde die Veranstaltung von dem Orchesterdirektor Martin Weller in enger Zusammenarbeit mit dem Bundesamt für Strahlenschutz.
Obwohl hinsichtlich des Konzerts die Meinung aufgekommen war, dass damit der Schacht Konrad positiv dargestellt werden solle, bezog das Staatstheater Braunschweig dahingehend keine Position. So sagte Martin Weller: „Wir wollen Konrad weder hoffähig machen noch ihn mit dem Konzert angreifen.“